# Wincenty
Wincenty (łac. vincens – zwyciężający) – imię męskie pochodzenia łacińskiego.
Wincenty imieniny obchodzi 1 stycznia, 22 stycznia, 23 stycznia, 8 marca, 20 marca, 5 kwietnia, 19 kwietnia, 24 maja, 14 lipca, 7 sierpnia, 25 sierpnia, 11 września, 25 września, 27 września, 9 października, 27 października, 7 listopada i 20 grudnia.
Wedle danych PESEL według stanu na dzień 19 stycznia 2024 roku imię to nosi w Polsce 4488 mężczyzn.
Żeńskie odpowiedniki: Wincenta, Wincencja, Wincentyna.

## Znane osoby noszące imię Wincenty
Święci
- św. Wincenty z Saragossy
- św. Wincenty z Lerynu
- św. Wincenty a Paulo
- św. Wincenty Pallotti
- św. Wincenty Ferreriusz
- św. Wincenty Madelgariusz
- św. Wincenty Romano

Błogosławieni
- bł. Wincenty Kadłubek (ok. 1150/60–1223) – biskup krakowski, kronikarz
- bł. Wincenty Lewoniuk (1849–1874) – męczennik z Pratulina
- bł. Wincenty Soler (1867–1936) – hiszpański augustianin, misjonarz, męczennik
- bł. Wincenty Matuszewski (1869–1940) – polski ksiądz, męczennik
- bł. Wincenty Pinilla (1870–1936) – hiszpański augustianin, misjonarz, męczennik

Pozostali
- Wincenty z Kielczy – pierwszy polski kompozytor znany z imienia (średniowiecze), twórca Gaude Mater Polonia
- Wincenty z Szamotuł – wojewoda poznański (1328–1332), starosta generalny Wielkopolski (1329–1331)
- Vincente Bacallar y Sanna, markiz San Felipe – hiszpański polityk, wojskowy, dyplomata i historyk
- Vincenzo Bellini – kompozytor włoski
- Vicente del Bosque – hiszpański piłkarz i trener
- Vincent Price – amerykański aktor, ikona kina grozy
- Vincent Defrasne – francuski biathlonista
- Wincenty Dunin-Marcinkiewicz – polski i białoruski poeta oraz tłumacz
- Vincent van Gogh – malarz
- Wincenty Granat – sługa Boży
- Wincenty Jakubowski – polski tłumacz, poeta, kaznodzieja
- Vincent Jay – francuski biathlonista
- Wincenty Kadłubek – kronikarz
- Wincenty Krasiński – polski generał w czasie wojen napoleońskich, pełnił obowiązki Namiestnika Królestwa Polskiego
- Wincenty Kućma – rzeźbiarz, twórca pomników
- Wincenty Lutosławski – filozof, poliglota i publicysta, stryj Witolda
- Vicente Merino Bielich – polityk i wojskowy Chile
- Wincenty Myszor – koptolog, znawca i tłumacz tekstów gnostyckich
- Vincenzo Nibali – włoski kolarz
- Wincenty Okołowicz – polski geograf
- Wincenty Pol – poeta
- Wincenty Pstrowski – przodownik pracy z czasów PRL
- Wincenty Stroka – poeta, publicysta i tłumacz
- Wincenty Tymieniecki – pierwszy biskup łódzki
- Wincenty Witos – polityk
- Wincenty Wodzinowski – malarz
- Wincenty Zakrzewski – historyk